# Ethyleendimethacrylaat
Ethyleendimethacrylaat of ethyleenglycoldimethacrylaat (doorgaans afgekort tot EGDMA of EDMA) is een diester van methacrylzuur en 1,2-ethaandiol. De stof komt voor als een kleurloze vloeistof, die weinig oplosbaar is in water.

## Synthese
Ethyleendimethacrylaat wordt bereid door een condensatiereactie van ethyleenglycol en methacrylzuur, in de molverhouding van ten minste 1 op 2. Het kan ook gevormd worden door de omestering met ethyleenglycol van een methacrylzure ester zoals methylmethacrylaat, in dezelfde molverhouding.

## Toepassingen
Ethyleendimethacrylaat heeft twee reactieve eindgroepen met een dubbele binding. De polymerisatie met vrije radicalen of de copolymerisatie ervan met een ander monomeer levert sterk vertakte polymeren op. Ethyleendimethacrylaat wordt daarom ingezet als crosslinker bij de productie van speciale polymeren, zoals microscopisch kleine hydrogels die antikankergeneesmiddelen kunnen transporteren.
Ethyleendimethacrylaat wordt ook gebruikt in de biochemie, omdat het crosslinks kan vormen met biopolymeren zoals enzymen. Men kan bepaalde enzymen isoleren door ze te immobiliseren op een copolymeer van ethyleendimethacrylaat.

## Toxicologie en veiligheid
Ethyleendimethacrylaat is een stof die een allergische huidreactie kan veroorzaken en het inademen van de dampen kan irritatie van de luchtwegen tot gevolg hebben.